# Maksymilian Żakowski
Maksymilian Żakowski (ur. 12 stycznia 1994 w Koszalinie) – polski żeglarz i kitesurfer, olimpijczyk z Paryża (2024).

## Życiorys
Jest zawodnikiem AZS Poznań.
Startuje w konkurencji Formula Kite. Reprezentował Polskę na mistrzostwach świata seniorów (2012 - 18. miejsce, 2013 - 8. miejsce, 2014 - 12. miejsce, 2015 - 6. miejsce, 2016 - 11. miejsce, 2017 - 20. miejsce, 2019 - 17. miejsce, 2021 - 13. miejsce, 2022 - 10. miejsce, 2024 - 13. miejsce) i mistrzostwach Europy seniorów w Formule Kite (2012 - 7. miejsce, 2014 - 7. miejsce, 2015 - 6. miejsce, 2016 - 8. miejsce, 2018 - 11. miejsce, 2019 - 14. miejsce, 2020 - 13. miejsce, 2021 - 14. miejsce, 2022 - 11. miejsce, 2023 - 7. miejsce, 2024 - 10. miejsce). Na mistrzostwach świata w żeglarstwie w 2018 zajął 13. miejsce, w 2023 - 11. miejsce. Podczas igrzysk olimpijskich w Paryżu (2024) zajął 16. miejsce.